# Arrondissement di Boulogne-sur-Mer
L'arrondissement di Boulogne-sur-Mer è una suddivisione amministrativa francese, situata nel dipartimento del Passo di Calais, nella regione dell'Alta Francia.

## Composizione
L'arrondissement di Boulogne-sur-Mer raggruppa 75 comuni in 8 cantoni:
- cantone di Boulogne-sur-Mer-Nord-Est
- cantone di Boulogne-sur-Mer-Nord-Ovest
- cantone di Boulogne-sur-Mer-Sud
- cantone di Desvres
- cantone di Marquise
- cantone di Outreau
- cantone di Le Portel
- cantone di Samer